# Trigonella procumbens
Trigonella procumbens là một loài thực vật có hoa trong họ Đậu. Loài này được (Besser) Rchb. miêu tả khoa học đầu tiên.

## Hình ảnh

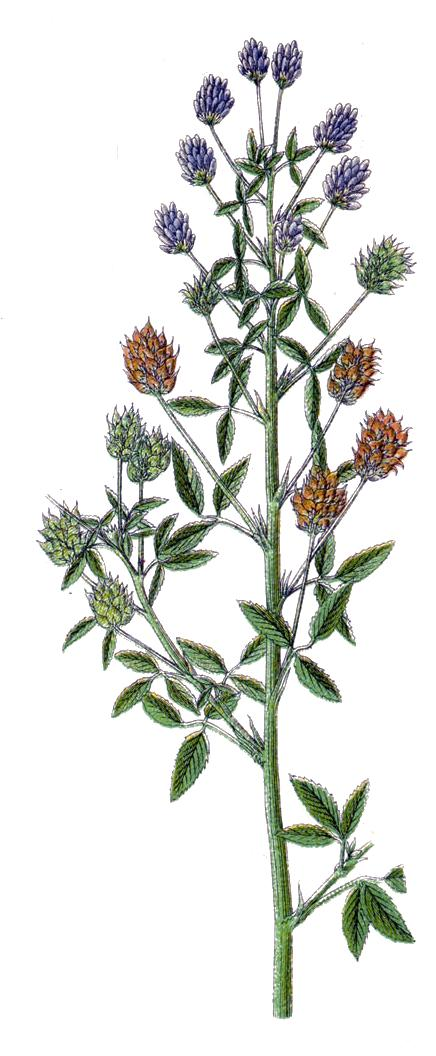